# Fundación Hergé
La Fundación Hergé es una entidad belga que custodia y difunde el legado y la obra del dibujante Hergé, y, en especial, de su producción más exitosa, Las aventuras de Tintín. 

Fundada en 1987 por la segunda esposa de Hergé, y heredera universal del artista belga, Fanny Vlaminck, en la actualidad está presidida por la propia Fanny y su segundo esposo, el británico Nick Rodwell.

Aunque, en principio, la fundación se fundó sin ánimo de lucro, esta posee una editorial a  través de la que canaliza las actividades comerciales, la editorial Moulinsart.

## Creación
Hergé había dejado claro que NO deseaba que Tintín viviera más aventuras cuando él falleciera. Así, su esposa Fanny Vlaminck decidió en 1986 reemplazar los Estudios Hergé (que aún estaban en funcionamiento) por la Fundación Hergé, asumiendo la protección y divulgación de su trabajo en todas las partes del mundo.
Tras el fallecimiento de Hergé en 1983, su segunda esposa, Fanny Vlaminck, con la que había logrado casarse finalmente tras años de dificultades, se convirtió en la heredera universal del artista belga, obteniendo los derechos de autor de todas las series de su marido, así como la ingente fortuna que este había obtenido por su trabajo. Fanny heredó todos los personajes, las series y las regalías, en especial de la serie más popular de su difunto esposo (y la que le hizo rico), Las aventuras de Tintin. 

Con la idea de gestionar bien esos derechos y para preservar el legado y la integridad del trabajo de su difunto esposo, Vlamnick creó la fundación, que preside desde entonces.

## Actividades
La Fundación Hergé es propietaria de los derechos de autor de la popular serie de cómic "Las aventuras de Tintín", así como de los derechos de otras dos series menores de su autor, "Quique y Flupi" y "Las aventuras de Jo, Zette y Jocko".
Hay que destacar que la Fundación no posee los derechos de publicación de los mencionados cómics -de ninguna de las tres series-, que están en manos de la editorial Casterman y sus licenciatarias fuera de Bélgica, por lo que la fundación no puede publicar los álbumes a través de Moulinsart.
Sin embargo, si es propietaria de las regalías, así como de absolutamente todo el merchandising derivado de las tres series. 
A través de la editorial Moulinsart, la fundación otorga licencias para la fabricación de toda la papelería (calendarios, cuadernos, libros de colorear etc.) así como de los demás productos derivados de Tintín (Muñecos, figuras, disfraces, camisetas...)

Fundación Hergé también posee los derechos de todas las adaptaciones audiovisuales del trabajo de Hergé, desarrolladas y por desarrollar, así como la comercialización de las mismas en los diversos formatos.
La Fundación también ha licenciado el desarrollo de diversos videojuegos con el universo de Tintin como protagonista para diferentes plataformas.

## Polémicas
A lo largo de su existencia como empresa, Fundación Hergé ha sido muy criticada por los aficionados por su férreo control de la producción de Hergé, eliminando todo tipo de fanart derivado, incluso, sin ánimo de lucro, así como cualquier intento de continuar la serie de Tintín. La compañía se ha visto envuelta en diferentes procesos judiciales, en especial desde que es dirigida por el empresario británico Nick Rodwell, quien es, además, el segundo marido de Fanny Vlamnick. Un caso algo conocido de casi sobreproteccion es cuando el artista Yves Rodier junto al artista Bob de Moor trataron de convencer a la fundación de finalizar la historia de Tintín y el Arte-Alfa sin mucho éxito. Sin embargo aunque la historia si se publicó usando un estilo igual al del autor, la Fundación no lo considera oficial.